# Carinotetraodon
Carinotetraodon là một chi cá nóc gồm các loại cá nóc cỡ nhỏ sống trong môi trường nước ngọt được tìm thấy ở Nam Á và Đông Nam Á. Một số loài trong chi này được nuôi làm cảnh như cá nóc mắt đỏ.

## Các loài
Chi này ghi nhận các loài sau:
- Carinotetraodon borneensis (Regan, 1903)
- Carinotetraodon imitator Britz & Kottelat, 1999
- Carinotetraodon irrubesco H. H. Tan, 1999
- Carinotetraodon lorteti (Tirant, 1885) (redeye puffer)
- Carinotetraodon salivator K. K. P. Lim & Kottelat, 1995
- Carinotetraodon travancoricus (Hora & K. K. Nair, 1941)